# Parramatta, New South Wales
Parramatta este o suburbie în Sydney, Australia.